# Хищник (франшиза)
«Хищник» (англ. Predator) — медиафраншиза, основанная на серии фантастических фильмов о расе хищников. Первый фильм был выпущен в 1987 году и получил три продолжения: «Хищник 2» (1990), «Хищники» (2010) и «Хищник» (2018), а также 1 приквел — «Добыча» (2022). 6 июня 2025 года состоялась премьера первого официального анимационного фильма во франшизе — канонический полнометражный мультфильм «Хищник: Убийца убийц», который также, является приквелом. Также, в 2025 году ожидается премьера фильма «Хищник: Планета смерти», который является хронологическим продолжением франшизы (события происходят в будущем). Этим же фильмом франшиза после длительного периода вернется на экраны кинотеатров. К тому же, во франшизу входят дилогия фильмов-кроссоверов с франшизой «Чужой» — «Чужой против Хищника» (2004) и «Чужие против Хищника: Реквием» (2007), хотя до сих пор возникает вопрос: являются кроссоверы каноническими или нет.
Кроме фильмов, франшиза также включает в себя комиксы, романы, видеоигры и короткометражные фильмы.

## Фильмы

### Полнометражные фильмы
| Фильм                         | Дата выхода в США | Режиссёр(ы)                      | Сценарист(ы)              | Сюжет                                             | Продюсер(ы)                                                                 |
| Основные фильмы               | Основные фильмы   | Основные фильмы                  | Основные фильмы           | Основные фильмы                                   | Основные фильмы                                                             |
| ----------------------------- | ----------------- | -------------------------------- | ------------------------- | ------------------------------------------------- | --------------------------------------------------------------------------- |
| Хищник                        | 12 июня 1987      | Джон Мактирнан                   | Джим Томас и Джон Томас   | Джим Томас и Джон Томас                           | Лоуренс Гордон, Джоэл Сильвер и Джон Дэвис                                  |
| Хищник 2                      | 21 ноября 1990    | Стивен Хопкинс                   | Джим Томас и Джон Томас   | Джим Томас и Джон Томас                           | Лоуренс Гордон, Джоэл Сильвер и Джон Дэвис                                  |
| Хищники                       | 9 июля 2010       | Нимрод Антал                     | Алекс Литвак и Майкл Финч | Алекс Литвак и Майкл Финч                         | Джон Дэвис, Роберт Родригес и Элизабет Авельян                              |
| Хищник                        | 14 сентября 2018  | Шейн Блэк                        | Фред Деккер и Шейн Блэк   | Фред Деккер и Шейн Блэк                           | Джон Дэвис                                                                  |
| Добыча                        | 5 августа 2022    | Дэн Трахтенберг                  | Патрик Эйсон              | Патрик Эйсон и Дэн Трахтенберг                    | Джон Дэвис, Джейн Майерс и Марти П. Юинг                                    |
| Хищник: Убийца убийц          | 6 июня 2025       | Дэн Трахтенберг и Джошуа Вассунг | Мичо Роберт Рутейр        | Дэн Трахтенберг и Мичо Роберт Рутейр              | Джон Дэвис, Дэн Трахтенберг, Марк Тоберофф и и Бен Розенблатт               |
| Хищник: Планета смерти        | 7 ноября 2025     | Дэн Трахтенберг                  | Патрик Эйсон              | Дэн Трахтенберг и Патрик Эйсон                    | Джон Дэвис, Дэн Трахтенберг, Марк Тоберофф, Бен Розенблатт и Брент О'Коннор |
| Кроссоверы                    |                   |                                  |                           |                                                   |                                                                             |
| Чужой против Хищника          | 13 августа 2004   | Пол У. С. Андерсон               | Пол У. С. Андерсон        | Пол У. С. Андерсон, Дэн О’Бэннон и Рональд Шусетт | Джон Дэвис, Гордон Кэрролл, Дэвид Гилер и Уолтер Хилл                       |
| Чужие против Хищника: Реквием | 25 декабря 2007   | Грег и Колин Штраус              | Шейн Салерно              | Шейн Салерно                                      | Джон Дэвис, Дэвид Гилер и Уолтер Хилл                                       |

### Короткометражные фильмы
| Фильм                                         | Дата выхода в США | Режиссёр(ы)                  | Сценарист(ы)                     |
| --------------------------------------------- | ----------------- | ---------------------------- | -------------------------------- |
| Избранный                                     | 19 октября 2010   | Нимрод Антал                 | Алекс Литвак и Майкл Финч        |
| Моменты извлечения                            | 19 октября 2010   | Н/Д                          | Хавьер Сото                      |
| Распятый                                      | 19 октября 2010   | Н/Д                          | Хавьер Сото                      |
| Хищник против колониальных морских пехотинцев | 25 февраля 2016   | Джулиан Хиггинс              | Питер Вайдман                    |
| Праздничный выпуск «Хищника»                  | 18 декабря 2018   | Дэвид Х. Брукс и Алекс Камер | Мэтт Мотшенбахер и Мэтью Сенрайх |

### «Хищник» (1987)
«Хи́щник» — американский фантастический боевик, снятый Джоном Мактирнаном по сценарию братьев Томас и вышедший на экраны 12 июня 1987 года. Главные роли исполнили Арнольд Шварценеггер, Карл Уэзерс, Эльпидия Каррильо, Джесси Вентура.
Сюжет повествует о схватке профессиональных американских военных с инопланетным существом в джунглях Центральной Америки; в ходе этой схватки люди несут потери и вынуждены отказаться от технологических изысков цивилизации, прибегнув к опыту первобытных охотников ради собственного выживания.
Съёмки фильма проводились в джунглях южной Мексики.
Картина заняла 366-е место в списке 500 лучших фильмов по версии журнала Empire.
Стэн Уинстон был номинирован на Оскар в 1988 году в категории «Лучшие визуальные эффекты» к фильму. Алан Сильвестри получил кинопремию «Сатурн» в номинации «Лучшая музыка».
В 1990 году фильм получил продолжение под названием «Хищник 2», а в 2004 году было положено начало серии фильмов «Чужой против Хищника».
В 2010 году вышел кинофильм «Хищники».
По мотивам кинофильма[какого?] были созданы компьютерные игры и игры для игровых приставок. Выпускались игрушки для детей и костюмы для взрослых.
Благодаря популярности героя Шварценеггера его прозвище «Датч», не переведённое прокатчиками картины, было переведено прессой как «Голландец».

### «Хищник 2»
«Хищник 2» — фантастический кинофильм режиссёра Стивена Хопкинса, вышедший на экраны в 1990 году, по сценарию братьев Томас. Картина является продолжением фильма «Хищник» 1987 года.
Главные роли в картине исполнили Дэнни Гловер, Кевин Питер Холл, Гэри Бьюзи, Адам Болдуин, Мария Кончита Алонсо, Рубен Блейдс.
Сюжет фильма рассказывает о полицейских города Лос-Анджелес, которые сталкиваются с агрессивной инопланетной формой жизни, ведущей охоту на людей.
Картина была удостоена номинации: лучший грим, лучший научно-фантастический фильм, лучшие спецэффекты кинопремии «Сатурн». Однако не была коммерчески успешной и при бюджете 35 миллионов долларов, картина смогла собрать в мировом прокате всего 57 миллионов, 30 из них в домашнем прокате, а следующий фильм серии «Хищники» появился лишь спустя 20 лет.
.В 2010 году получила продолжение в виде кинофильма «Хищники» режиссёра Нимрода Антала.
По мотивам фильма была выпущена одноименная компьютерная игра и игрушки, изображающие персонажей фильма. 1 декабря 1990 года по мотивам фильма в продажу вышла книга Саймона Хоука, в которую вошли описания сцен, вырезанных при окончательном монтаже картины.

### «Хищники»
«Хищники» — научно-фантастический боевик 2010 года режиссёра Нимрода Антала по сценарию Алекса Литвака и Майкла Финча. Главные роли в фильме исполняют Эдриен Броуди, Тофер Грейс, Алисе Брага, Лоренс Фишберн, Дэнни Трехо, Олег Тактаров и Дерек Мирс.
В 1994 году Роберт Родригес написал ранний сценарий третьего фильма «Хищник» для 20th Century Fox, когда работал над «Отчаянным». Родригес представил сценарий студии, но ему было отказано, когда они поняли, что бюджет будет слишком большим. Пятнадцать лет спустя студия решила принять его сценарий. Нимрод Антал говорил о прямом продолжении «Хищников» и сказал, что он хотел бы его сделать. Родригес сказал, что у него есть интерес к продолжению из-за большого количества потенциальных идей, которые предлагает место действие планеты Хищников. В 2010 году Родригес подтвердил, что в конечном итоге будет продолжение «Хищников». Эдриан Броуди выразил заинтересованность чтобы повторить свою роль.
В центре сюжета борьба похищенных с Земли людей против инопланетян, которые осуществляют охоту на них, с целью улучшения своих боевых навыков.
Фильм снимался на Гавайях и в Остине, штат Техас. Вся картина была отснята за 53 дня.
Мировая премьера состоялась 7 июля 2010, в России — 8 июля. При бюджете в 40 миллионов долларов картина собрала 127 миллионов в мировом прокате.
Продюсер Р. Родригес заявил, что он назвал фильм «Хищники» в связи с тем, что второй фильм в серии фильмов «Чужой» называется «Чужие». Название «Хищники» должно иметь двойной смысл, поскольку оно относится как к пришельцам, так и к группе людей, которые сражаются с ними.

### «Хищник» (2018)
«Хищник» — американский фантастический фильм 2018 года компании 20th Century Fox режиссёра Шейна Блэка по сценарию Фреда Деккера, на основе идеи Джима и Джона Томасов.
Кинокартина является продолжением серии фантастических фильмов студии 20th Century Fox, первым из которых был «Хищник», снятый Д. Мактирнаном, вышедший на экраны в 1987 году, затем «Хищник 2» С. Хопкинса в 1990 году и «Хищники» Н. Антала в 2010 году; все картины серии имели разных режиссёров и актёрский состав, однако были коммерчески успешны, а появление черепа «Чужого» в конце второго фильма позволило снять два кинофильма-продолжения: «Чужой против Хищника» в 2004 году режиссёром П. Андерсоном и «Чужие против Хищника: Реквием» в 2007 братьями Штраус, объединив тем самым серию картин с другой популярной серией «Чужой».
Сюжет кинокартины содержит множество отсылок к оригинальному фильму, на который ориентировался режиссёр в процессе написания сценария. А кроме этого, нереализованные ранее элементы сценария предыдущих картин серии, права на которые принадлежат студии «20th Century Fox».
Рассматривалась возможность появления героев предыдущих художественных фильмов, в частности майора Алана «Датча» Шеффера персонажа Арнольда Шварценеггера и лейтенанта Харигана, роль которого исполнил Дени Гловер.

### «Добыча»
Продюсер Джон Дэвис заявил, что «Хищнику» последует два продолжения, которые, как он надеется, будет режиссировать вновь Шейн Блэк. Что касается этого, Блэк заявил: «я хотел бы сказать, что мы планировали трилогию, но я живу сегодняшним днем, а в кино — сегодняшним фильмом».
С продажей активов 21st Century Fox, в том числе студии 20th Century Fox, для Walt Disney Company, будущее серии было поставлено под сомнение, однако Боб Айгер подтвердил, что некоторые части останутся с R-рейтингом.
В декабре 2019 года Дэн Трахтенберг объявил о разработке фильма под рабочим названием «Черепа» по сценарию Патрика Эйсона, действие которого происходит во время Гражданской войны в США. Фильм расскажет о женщине, которая вопреки гендерным нормам и традициям собирается стать воином. В ноябре 2020 года стало известно, что проект станет пятым фильмом франшизы «Хищник». Трахтенберг указал, что работал над фильмом с 2016 года. The Walt Disney Company будет продюсировать проект через студию 20th Century Studios. В дальнейшем сюжет фильма был несколько изменен: события стали проходить в 1719 году. Сюжет повествует о девушке Нару из племени команчей, которая стремится стать охотницей. В результате поиска того, кто оставил в лесу странные следы, она натыкается на Хищника и стремится выжить в противостоянии с ним.

### «Хищник: Убийца убийц»
В октябре 2024 года было объявлено, что Дэн Трахтенберг снял секретный анимационный фильм о «Хищнике», который является одним из двух фильмов вселенной «Хищник», выходящих в 2025 году. Фильм должен выйти на стриминговом сервисе до релиза фильма Хищник: Планета смерти.

### «Хищник: Планета смерти»
В феврале 2024 года стало известно, что в разработке находится несколько проектов франшизы «Хищник», к которым причастен Дэн Трахтенберг. В то время как сиквел «Хищника» является одним из них, новый фильм под рабочим названием «Пустоши» должен быть запущен в производство в июле того же года. Трахтенберг вновь выступит в роли режиссёра, сценарий напишет Патрик Эйсон, в соавторстве с Трахтенбергом. В центре сюжета будет новый женский персонаж, действие будет происходить в будущем. Актриса Элль Фаннинг ведёт переговоры о том, чтобы сняться в главной роли.